# 아르체
아르체(이탈리아어: Arce)는 이탈리아 라치오주 프로시노네도에 위치한 코무네다.
이곳은 카실리나 가도(Via Casilina)가 내려다보이는 언덕, 라티나 계곡 및 리리(Liri) 중간 계곡에 위치한 농업 중심지이다.
아르체는 체프라노, 콜펠리체, 팔바테라, 폰타나리리, 몬테산조반니캄파노, 로카다르체, 산조반니인카리코 및 스트란골라갈리 지방 자치 단체와 국경을 접하고 있다.